# Kim jest ta dziewczyna?
Kim jest ta dziewczyna? (Who’s That Girl) – amerykański film komediowy w reżyserii Jamesa Foleya z 1987 roku.

## O filmie
Zdjęcia rozpoczęły się w październiku 1986 w Nowym Jorku, a zakończyły w marcu następnego roku. Początkowo film miał nosić tytuł Slammer, jednak podczas nagrywania tytułowej piosenki Madonna postanowiła zmienić nazwę i nadać wszystkim nadchodzącym przedsięwzięciom (filmowi, albumowi, trasie) ten sam tytuł. Fabuła opowiada o dziewczynie, która została niesłusznie skazana na cztery lata więzienia.
Film okazał się klęską finansową i zdobył negatywne recenzje. Mimo to, trasa koncertowa Who’s That Girl World Tour, a także album i singel o tym samym tytule cieszyły się dużą popularnością.

## Główne role
- Madonna – Nikki Finn
- Griffin Dunne – Louden Trott
- Haviland Morris – Wendy Worthington
- John McMartin – Simon Worthington
- Bibi Besch – pani Worthington
- John Mills – Montgomery Bell
- Coati Mundi – Raoul
- Drew Pillsbury – detektyw Doyle
- Robert Swan – detektyw Bellson
- Karen Dianne Baldwin – Heather, przyjaciółka Wendy
- Stanley Tucci – pracownik doku

## Ścieżka dźwiękowa
Nagrane na potrzeby filmu piosenki Madonny „Who’s That Girl” i „Causing a Commotion” stały się dużymi przebojami.